# Ржавец (Ломовское сельское поселение)
Ржавец — деревня в Залегощенском районе Орловской области России. Входит в состав Ломовского сельского поселения.

## География
Деревня находится в центральной части Орловской области, в лесостепной зоне, в пределах центральной части Среднерусской возвышенности, при автодороге 54А-1, на расстоянии примерно 24 километров (по прямой) к западу-юго-западу (WSW) от посёлка городского типа Залегощь, административного центра района. Абсолютная высота — 246 метров над уровнем моря.
Часовой пояс
Деревня Ржавец, как и вся Орловская область, находится в часовой зоне МСК (московское время). Смещение применяемого времени относительно UTC составляет +3:00.

## Население
| 1859 | 2002 | 2010 |
| ---- | ---- | ---- |
| 143  | ↗382 | ↗386 |

Половой состав
По данным Всероссийской переписи населения 2010 года в гендерной структуре населения мужчины составляли 47,7 %, женщины — соответственно 52,3 %.
Национальный состав
Согласно результатам переписи 2002 года, в национальной структуре населения русские составляли 86 % из 382 чел.